# Translocón
Translocón (comúnmente conocido como un canal translocador) es un complejo de proteínas asociado con la translocación de polipéptidos a través de membranas.
El término “translocón” se propuso para definir a los polipéptidos capaces de conducir a proteínas secretoras a través de la membrana del retículo endoplásmico. En eucariotas, el término translocón se refiere comúnmente al complejo que transporta polipéptidos nacientes con una secuencia de señal (partícula de reconocimiento de señal, SRP) en su interior  (cisternal o luminal) del retículo endoplásmico desde el citosol. Este proceso de translocación requiere el paso de proteínas por una  bicapa lipídica hidrófobica. El mismo complejo también se utiliza para integrar proteínas nacientes en la misma membrana (proteínas de membrana). En procariotas, un complejo similar de proteínas transporta polipéptidos a través de la membrana plasmática o integra las proteínas de membrana. Los patógenos bacterianos también pueden ensamblar otros translocones en sus membranas de hospederos, lo que les permite exportar los factores de virulencia en sus células diana.

## El translocón procariota
El canal de translocación bacteriana está formado por un complejo de la proteína trimérica llamado SecYEG. Éste consiste en las subunidades SecY, SecE y SecG. La estructura de éste complejo ha sido determinada por cristalografía de rayos X. El translocon archael SecYEβ consta de 12 hélices transmembrana, 10 de SecY y 1 de cada uno de los SECE y subunidades  Secβ. Un poro central de translocación se identificó como el canal a través del cual entra un polipéptido naciente del ribosoma. La polaridad de la secuencia de aminoácidos de la cadena naciente en el interior del poro determina si la secuencia se transloca a través de la membrana o es expulsada lateralmente en la bicapa.

## El translocón del Retículo Endoplásmico
Los complejos de proteínas del translocón se forman a partir de proteínas Sec. El complejo se compone de varios grandes complejos de proteínas. El elemento central es el propio canal de translocación, el heterotrímero Sec 61. Otros componentes conocidos del complejo del translocón son: el complejo oligosacariltransferasa y la proteína de membrana ACP5. Los receptores de la SRP, peptidasa señal, oligosacariltransferasa, TRAM1, ACP5, POLA1, Sec63 y HSPA5 comprenden complejos de proteínas asociados a ayudar en la orientación de la secuencia de señal mediada, en la translocación co-traduccional y en el procesamiento de emergencia del polipéptido.
Las proteínas para ser trasladadas al RE son reconocidas por la partícula de reconocimiento de señal, que detiene la traducción del polipéptido por el ribosoma. Este evento de reconocimiento se basa en una secuencia específica de la señal N-terminal que se encuentra en los primeros codones del polipéptido al ser sintetizados. El modelo actual de translocación de proteínas se basa en que el translocón actúa como un canal a través de la membrana hidrofobica del RE.
El polipéptido emergente pasa a través del canal como una cadena no plegada de aminoácidos (estructura primaria).Una vez que la traducción ha terminado una señal peptidasa corta la proteína naciente dejando el polipéptido libre en el interior del RE.

## El retrotranslocón
Los translocadores también pueden mover polipéptidos desde el espacio cisternal del RE al Muchas de las proteínas del RE se degradan en el citosol por parte del proteosoma en un proceso conocido como degradación de proteínas del RE y por lo tanto, tienen que ser transportadas por un canal apropiado. Inicialmente se creía que el canal del Sec61 era responsable de este transporte, lo que implica que el transporte a través de Sec61 no siempre es unidireccional pero puede ser bidireccional. Sin embargo, la estructura de Sec61 no es compatible con este punto de vista y se ha sugerido que varias proteínas son responsables del transporte del lumen del RE al citosol.